# Egon Richter (Schriftsteller)
Egon Richter (* 12. Dezember 1932 in Bansin; † 14. Juni 2016 ebenda) war ein deutscher Journalist und Schriftsteller.

## Leben
Richter, Sohn eines Arbeiters, wurde 1947 von seinen Eltern für zwei Jahre an das Gymnasium „Otto Lilienthal“ in Anklam geschickt. Anschließend besuchte er die neugegründete Oberschule in Heringsdorf und legte 1951 das Abitur ab. Er war danach Volontär beim Allgemeinen Deutschen Nachrichtendienst (ADN) in Berlin und studierte Germanistik und Pädagogik ebenda. Anschließend arbeitete er als Journalist und ab 1955 als freier Mitarbeiter des „Sonntag“. Ab 1965 lebte er als freischaffender Schriftsteller in seinem Heimatort. Er war Vorsitzender des Schriftstellerverbandes der DDR im Bezirk Rostock. Egon Richter war der Neffe von Hans Werner Richter.
Ab 1966 war Richter als Inoffizieller Mitarbeiter der DDR-Staatssicherheit unter dem Decknamen "Roeder" erfasst und bis 1989 mit unterschiedlicher Intensität für dieses tätig.
Richter starb im Alter von 83 Jahren.

## Werke (Auswahl)
- 1966 Ferien am Feuer
- 1967 Zeugnis zu dritt
- 1969 Das Moor
- 1969 Brief eines Kleinstädters an einen Skeptiker
- 1970 Der erste Augenblick der Freiheit
- 1972 Sehnsucht nach Sonne
- 1974 Abflug der Prinzessin
- 1976 Eine Stadt und zehn Gesichter
- 1977 Der goldene Schlüssel von Mangaseja
- 1979 Der Lügner und die Bombe
- 1985 Mit Katzensprüngen ins Land der Fische
- 1985 Der Tod des alten Mannes
- 1986 Im Land der weißen Kamele
- 1988 Die letzte Fahrt der Königin Luise
- 1990 Bansin. Die Geschichte eines Weltbades
- 1992 Usedom. Sagen und Geschichten
- 2005 Ahlbeck, Heringsdorf, Bansin
- 2008 Seebad Bansin – Die Entwicklung eines Badeortes

## Auszeichnungen
- 1971 Kunst- und Literaturpreis des Ostseebezirkes Rostock
- 1978 Heinrich-Heine-Preis des Ministeriums für Kultur der DDR
- Orden Banner der Arbeit
- Orden „Graf Pomorski“ der Volksrepublik Polen
- Verdienstmedaille der Stadt Szczecin